# Иликово (Мишкинский район)
Иликово (баш. Илек) — деревня в Мишкинском районе Республики Башкортостан Российской Федерации. Входит в состав Баймурзинского сельсовета.

## География

### Географическое положение
Расстояние до:
- районного центра (Мишкино): 45 км,
- центра сельсовета (Баймурзино): 7 км,
- ближайшей ж/д станции (Загородная): 115 км.

## Население
| 2002 | 2009 | 2010 |
| ---- | ---- | ---- |
| 210  | ↘191 | ↘156 |

Национальный состав
Согласно переписи 2002 года, преобладающая национальность — марийцы (99 %).